# C. J. Thomason
Christopher John Thomason (Abilene, 1982. december 6. –) amerikai televíziós és filmszínész, modell.

## Élete és pályafutása
A színészetet már 12 éves korában elkezdte iskolai darabokban. A középiskolát a Texas állambeli San Angelesben, a Central High Schoolban végezte. Érettségije után a kaliforniai Los Angeles-be költözött, hogy építse karrierjét. A lehetőségre nem kellett sokat várnia, 2001-ben szerepet kapott a David DeCoteau által írt és rendezett Titkos társaság 2. – Az új generáció című filmben, ahol együtt dolgozott Megan Foxszal és Shia LaBeouffal. 2007-ben a Transformers-filmek első részében tűnt fel. 2011-ben az S.O.S. Love – Az egymillió dolláros megbízás című magyar filmben láthatták a nézők.
Első jelentősebb sorozatszerepe a General Hospital kórházsorozatban volt. Ezután több sorozatban is vendégszerepelt; Boston Public, CSI: New York-i helyszínelők, és Miért pont Brian?. Legismertebb televíziós szerepe a 2009-ben forgatott A Harper-sziget című horror-minisorozatban volt.